# Miloš Lokajíček
Miloš Václav Lokajíček (* 20. August 1923 in Altpilsen; † 7. November 2019) war ein tschechischer Physiker.

## Leben
Miloš Lokajíček wurde nach seinem Abschluss in Physik an der Karls-Universität Prag 1948 wissenschaftlicher Assistent von Václav Votruba, dem Begründer der tschechoslowakischen Teilchenphysik. 1953 veröffentlichten beide eine maßgebende Arbeit über die Nutzung von Isospin-Spins, aufbauend auf Heisenbergs Feststellungen zur Quantenmechanik. Die wissenschaftliche Zusammenarbeit wurde durch die Machtergreifung durch die Kommunistische Partei gestoppt; Miloš Lokajíček wurde zu sieben Jahren Gefängnis verurteilt, weil er die Rechtmäßigkeit der Hinrichtung der Widerstandskämpferin und Frauenrechtlerin Milada Horáková am 27. Juni 1950 nicht anerkennen wollte. Nach seiner Freilassung nach dreieinhalb Jahren erhielt er Berufsverbot für 15 Jahre. Erst im Prager Frühling konnte er seine wissenschaftliche Arbeit an der Akademie offiziell wieder aufnehmen.
Er hatte die Professur für Elementarteilchenphysik am Institut für Physik der Akademie der Wissenschaften der Tschechischen Republik (AV ČR) inne und war Vorsteher des Departments für Computer- und Elektronikwissenschaften. Seine wissenschaftlichen Betätigungsfelder waren die Radiobiologie, Hadron-Therapie, Axiomatik der Quantenphysik und die Naturphilosophie.
Er war ab 1997 zudem ordentlicher Professor für Theoretische Physik im Fachbereich Philosophie und Philosophie der Naturwissenschaften an der Gustav-Siewerth-Akademie in Weilheim-Bierbronnen.
1999 wurde er für seine Vorlesung „Physik und Religion“ vom Center for Theology and the Natural Sciences (CTNS) ausgezeichnet.